# راه هشت‌گانه (فیزیک)
در فیزیک راه هشت‌گانه (به انگلیسی: Eightfold Way) به تقسیم کردن باریون‌ها و مزون‌ها به دسته‌های هشت‌تایی گفته می‌شود که اولین بار توسط موری گل-مان انجام شد و راه را برای مدل استاندارد هموار کرد.

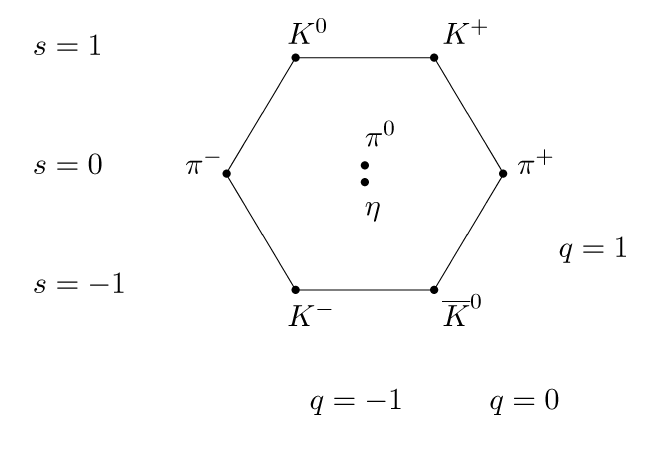
هشت‌تایی مزون‌ها تقسیم بندی‌شده بر اساس بار و شگفتی